# Carl-Friedrich Geyer
Carl-Friedrich Geyer (* 23. Oktober 1949 in Schillingen, Landkreis Trier) ist ein deutscher Professor für Philosophie. Seine Forschungsschwerpunkte sind Philosophiegeschichte, Zeitphilosophie, Sozial- und politische Philosophie, Ontologie, Religionsphilosophie, Ethik und Kulturphilosophie.

## Leben
Geyer, der einige Jahre dem Franziskanerorden angehört hatte, war ab 1994 außerplanmäßiger Professor an der Ruhr-Universität Bochum. 1997 erhielt er einen Ruf an die Theologische Fakultät Paderborn.  Noch im selben Jahr erteilte Erzbischof Johannes Joachim Degenhardt ihm Lehrverbot, da er sich von seiner Ehefrau getrennt hatte. Geyer wechselte darauf an die Kirchliche Hochschule Bethel, wo er bis zu seiner Emeritierung im Jahr 2015 lehrte.

## Schriften (Auswahl)
- Einführung in die Philosophie der Antike. Wissenschaftliche Buchgesellschaft, Darmstadt 1978; 31992; Neuausgabe als Philosophie der Antike. Eine Einführung. Primus, Darmstadt 1996.
- Einführung in die Philosophie der Kultur. Wissenschaftliche Buchgesellschaft, Darmstadt 1994.
- Die Vorsokratiker zur Einführung. Junius Verlag, Hamburg 1995, ISBN 3-88506-920-2.
- Mythos. Formen – Beispiele – Deutungen. C. H. Beck, München 1996, ISBN 3-406-40332-8.
- Epikur zur Einführung. Junius, Hamburg 2000; 32015.
- Wahrheit und Absolutheit des Christentums – Geschichte und Utopie : »L’Evangile et L’Eglise« von Alfred F. Loisy in Text und Kontext. Vandenhoeck & Ruprecht, Göttingen 2010.
- Metaphysik - Odds and ends. Verlag Traugott Bautz, Nordhausen 2016, ISBN 978-3-95948-123-6
- Das Buch von den zwei Prinzipien (deutsche Übersetzung & einleitende Kommentierung). Verlag Traugott Bautz, Nordhausen 2017, ISBN 978-3-95948-269-1

## Veröffentlichungen
- Carl-Friedrich Geyer schrieb zahlreiche Artikel für das Biographisch-Bibliographische Kirchenlexikon (BBKL).